# 祖尼夾棋
祖尼夾棋（Awithlaknakwe），是美國西南部的印地安祖尼族四或兩人傳統棋類，是種夾棋遊戲。最早記載於史都華·庫林的《印地安遊戲》（American Indian Games）。

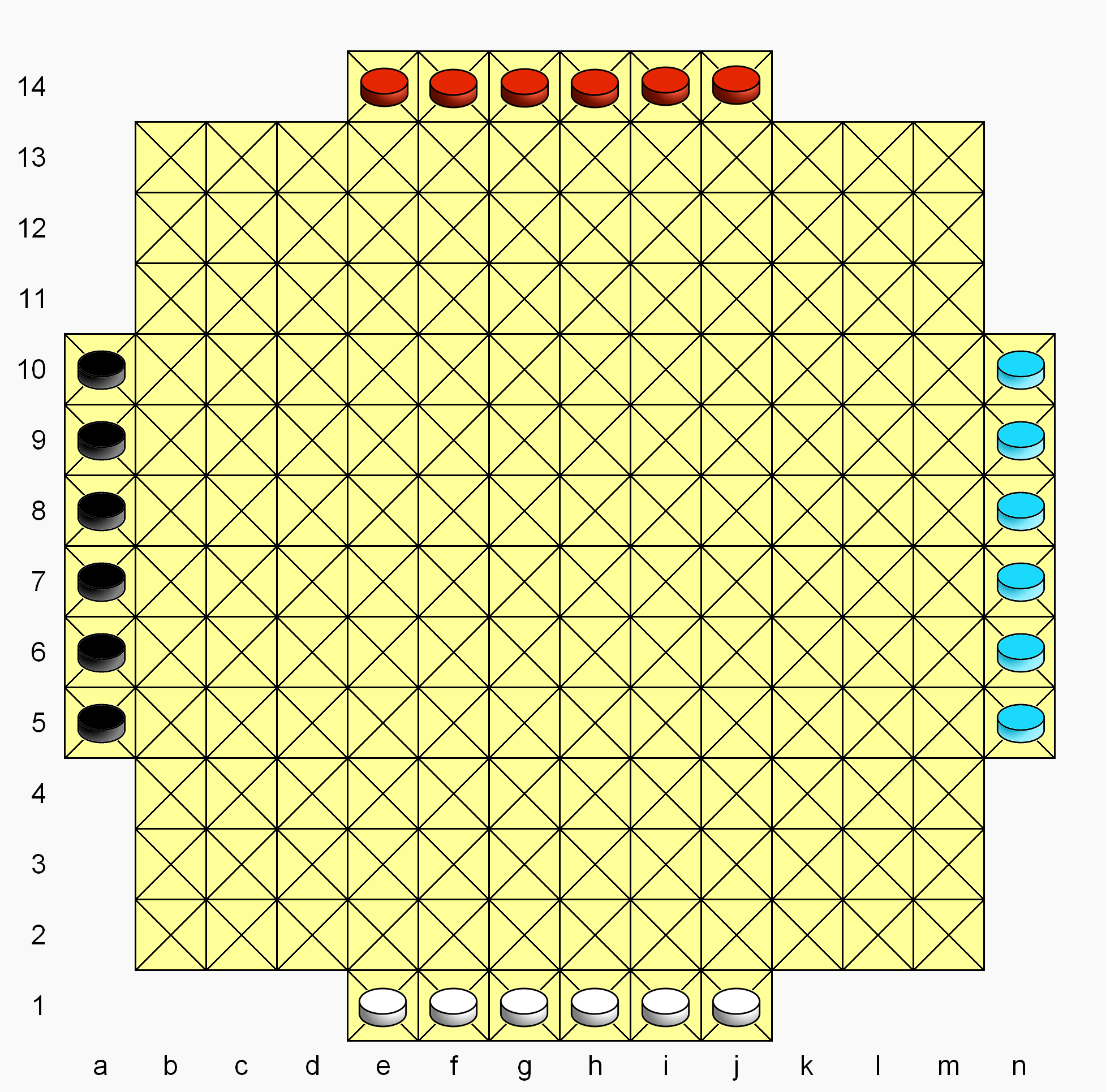
祖尼夾棋

## 棋具
- 12*12方格的棋盤，每邊中間六個棋格再往外延伸一格，共168個棋位。
- 棋子以顏色區分敵我，每方有六枚稱為戰士的棋子、一枚稱為弓僧的棋子。

## 規則
- 初始布置為己方六枚戰士放於每底邊的延伸區域，一枚弓僧先置於一旁。

- 每方回合時移動一枚己棋至空棋位。當己方主動造成把同斜線的一枚敵棋用兩枚己棋夾住，提除該枚敵棋。若是某方第一枚被吃的戰士，則該被吃子方將他的弓僧放入棋盤。
  - 戰士循前斜一格。
  - 弓僧循正前、前斜、橫向一格。

- 其餘規則不明。
  - 弓僧放入的位置，被猜測是放回被吃子方的任一初始格。
  - 勝利規則，被猜測是抵達敵方初始格的棋子多者獲勝[1][2]。